# 6666 Frö
6666 Frö è un asteroide della fascia principale. Scoperto nel 1993, presenta un'orbita caratterizzata da un semiasse maggiore pari a 2,5776471 UA e da un'eccentricità di 0,2374048, inclinata di 2,98130° rispetto all'eclittica.
L'asteroide è dedicato all'omonima divinità della mitologia norrena.